# Wit muntschelpje
Het wit muntschelpje (Hemilepton nitidum) is een tweekleppigensoort uit de familie van de Lasaeidae. De wetenschappelijke naam van de soort werd in 1822 voor het eerst geldig gepubliceerd door Turton als Lepton nitidum.

## Beschrijving
De witachtige schelp van het wit muntschelpje is dun en doorschijnend. Het oppervlak is in wezen glad, afgezien van fijne groeilijnen evenwijdig aan de rand. In het gebied van de wervel bevinden zich talloze minuscule putjes voor de prodissoconch. Het periostracum heeft een dunne, lichtgele laag.

## Verspreiding
Het verspreidingsgebied van het wit muntschelpje strekt zich uit van Noord-Noorwegen tot Noord-Afrika alsmede de Middellandse Zee en de Zwarte Zee. De soort komt voor op grofzandige tot grindachtige sedimenten van ondiep water tot een diepte van ongeveer 150 meter. Fritz Nordsieck specificeert een dieptebereik van 18 tot 216 meter. De dieren leven waarschijnlijk als commensaal op krabben van de soorten Upogebia deltaura en Upogebia stellata. De soort is schaars in de Noordzee vooral bekend van de Oestergronden, inclusief het Friese Front.